# Puchar Polski (okręg Wrocław) w piłce nożnej mężczyzn (2021/2022)
W sezonie 2021/2022 Puchar Polski na szczeblu okręgowym w okręgu Wrocław składał się z 7 rund, w których wzięły udział zespoły z okręgu wrocławskiego. Rozgrywki miały na celu wyłonienie zdobywcy Okręgowego Pucharu Polski w okręgu Wrocław i uczestnictwo w rozgrywkach szczebla regionalnego woj. dolnośląskiego.

## Uczestnicy
| III liga                                           | IV liga | klasa okręgowa | klasa A | klasa B | nieligowe                                                |
| -------------------------------------------------- | --- | --- | --- | --- | -------------------------------------------------------- |
| - Foto-Higiena Gać - Piast Żmigród - Ślęza Wrocław | - Sokół Marcinkowice - Polonia Trzebnica - Piast Żerniki - GKS Mirków/Długołęka - MKP Wołów - Moto Jelcz Oława - Barycz Sułów - WKS Wierzbice - Pogoń Oleśnica | - Wratislavia Wrocław - Zenit Międzybórz - Wiwa Goszcz - Rapid Domaniów - Polonia Środa Śląska - Polonia Bielany Wrocławskie - Orzeł Marszowice - Mechanik Brzezina - Błysk Kuźniczysko - GKS Kobierzyce - Odra Lubiąż | - Plon Gądkowice - Pogoń Syców - KP Brzeg Dolny - Sparta Wszemirów - Dolpasz Skokowa - Świteź Wiązów - Dąb Dobroszyce - Borowianka Borowa - Zieloni Rakoszyce - Polonia II Środa Śląska - Zjednoczeni Łowęcice - FMS Strzelin - Korona Pęcz - Burza Bystrzyca - Ambrozja Bogdaszowice - Pogoń Miękinia - Piast Lutynia - Polonia Jaksonów - KS Piotrowice - Nefryt Jordanów Śląski - Lider Borów - Ślęża Sobótka - Długołęka 2000 - Widawa Kiełczów - Dąb Pruszowice - Iskra Pasikurowice - Czarni Chrząstawa - Polonia Miłoszyce - Sokół II Marcinkowice - LKS Krzyżanowice - Bór Oborniki Śląskie - Kolektyw Radwanice - Strzelinianka Strzelin - Energetyk Siechnice - LZS Brzeźno - Widawa Bierutów - KP Ludów Śląski - Sokół Smolec - Lotnik Twardogóra | - Pirania Radziądz - Olimpia Bukowinka - LKS Krościna Wielka - KS Piotrkowice - Burza Godzieszowa - Starter/Orzeł Biały Kościół - Perła Węgrów - Polonia Grabowno Wielkie - KS Brzeg Dolny - Rokita 1946 Brzeg Dolny - Korona Osiek - Logan II Kurów - Zryw Chociwel - Błyskawica Lenartowice - LKS Sadków - Polonia II Jaksonów - Jankowianka Wierzbno - Tarant Krzyżowice - Polonia II Bielany Wrocławskie - KS Gręboszyce - Piast Dobrzeń - Błękitni Krzeczyn - GKS Kątna - GKS II Mirków/Długołęka - KP 99 Śliwice - Skra Wojnowice - Augustyn Wrocław - Błękitni Siedlce | - Widawa Wrocław - Śląsk III Wrocław - Sędziowie Wrocław |

## Runda wstępna
Mecze rundy wstępnej zostały rozegrane 11 i 18 sierpnia 2021 roku.
| 11 sierpnia 2021 | Pirania Radziądz                 | 4:7   | Plon Gądkowice                                                                                                  |  |
| 18:00            | 20', 49', 77', 82' Miłosz Muzyka | (1:2) | 16', 33', 62' Tomasz Szymanowski · 51', 67' Adrian Rajkiewicz · 64' Sebastian Głownicki · 90' Jakub Grzejszczyk |  |

| 11 sierpnia 2021 | Olimpia Bukowinka | 0:1   | Pogoń Syców       |  |
| 18:00            |                   | (0:0) | 67' Szymon Balcer |  |

| 11 sierpnia 2021 | LKS Krościna Wielka                                                                                  | 5:1   | KP Brzeg Dolny     |  |
| 18:00            | 9' Sebastian Oczeretko · 52' Michał Zajączkowski · 54' Kacper Pałka · 72' Piotr Bąk · 88' Tomasz Fil | (1:0) | 87' Mateusz Muzyka |  |

| 11 sierpnia 2021 | KS Piotrkowice | 7:3   | Burza Godzieszowa                                                |  |
| 18:00            | 26', 60' Wojciech Płatek · 31' Jakub Jastrzębski · 44' Dawid Socha · 49', 74' Paweł Świderski · 86' Łukasz Kamiński | (3:2) | 5' Maciej Węglewski · 10' Tomasz Paśko · 76' Wojciech Ziółkowski |  |

| 11 sierpnia 2021 | Sparta Wszemirów                      | 2:3   | Dolpasz Skokowa                                                          |  |
| 18:00            | 31' Hubert Miara · 73' Jakub Adamczyk | (1:1) | 27' (sam.) Dawid Panyszak · 59' Piotr Konopacki · 87' Patryk Lewandowski |  |

| 11 sierpnia 2021 | Starter/Orzeł Biały Kościół | 0:0 k. 2:4    | Świteź Wiązów |  |
| 18:00            |                             | (0:0, k. 2:4) |               |  |

| 11 sierpnia 2021 | Perła Węgrów                   | 3:2   | Dąb Dobroszyce           |  |
| 18:00            | 7', 20', 40' Damian Karczewski | (3:1) | 22', 83' Miłosz Bolaczek |  |

| 11 sierpnia 2021 | Polonia Grabowno Wielkie | 1:4   | Borowianka Borowa                                                            |  |
| 18:00            | 8' Piotr Pieczarka       | (1:1) | 23' Tomasz Pikul · 60' Maciej Pałka · 72' Krzysztof Sałek · 88' Tomasz Nowak |  |

| 11 sierpnia 2021 | KS Brzeg Dolny       | 1:3   | Zieloni Rakoszyce                                           |  |
| 18:00            | 49' Maciej Czyżowicz | (0:2) | 18' Tomasz Kik · 38' Maciej Adamowicz · 84' Paweł Koziarski |  |

| 11 sierpnia 2021 | Widawa Wrocław      | 1:1 k. 4:1    | Polonia II Środa Śląska |  |
| 18:00            | 36' Petro Zubryćkyj | (1:1, k. 4:1) | 4' Mateusz Grabowiecki  |  |

| 11 sierpnia 2021 | Rokita 1946 Brzeg Dolny                                                                        | 5:1   | Zjednoczeni Łowęcice |  |
| 18:00            | 9' Kamil Karbowski · 15', 21' Marcin Żebrowski · 25' Marcin Berestecki · 34' Marcin Kokociński | (5:0) | 63' Tomasz Kotwicki  |  |

| 11 sierpnia 2021 | Korona Osiek        | 1:1 k. 4:2    | FMS Strzelin        |  |
| 18:00            | 79' Mateusz Tronina | (1:1, k. 4:2) | 44' Sebastian Sojka |  |

| 11 sierpnia 2021 | Logan II Kurów                            | 2:4   | Korona Pęcz                                                         |  |
| 18:00            | 15' Michał Brusiło · 65' Damian Wolniczak | (1:1) | 37', 79' Łukasz Chałubek · 63' Paweł Chrobak · 88' Bartłomiej Tomaś |  |

| 11 sierpnia 2021 | Zryw Chociwel        | 1:10  | Burza Bystrzyca |  |
| 18:00            | 90' Dorian Pańkowski | (0:4) | 8' Arkadiusz Drozdowski · 16', 20', 46' Patryk Dobrzański · 35', 52', 71', 77', 87' Mateusz Rolka · 61' Krystian Kozina |  |

| 11 sierpnia 2021 | Błyskawica Lenartowice                    | 2:2 k. 4:2    | Ambrozja Bogdaszowice                         |  |
| 18:00            | 21' Radosław Pietrzak · 73' Kacper Zielka | (1:2, k. 4:2) | 10' Kamil Bednarski · 13' Krzysztof Pawłowski |  |

| 11 sierpnia 2021 | Śląsk III Wrocław | 6:0   | Pogoń Miękinia |  |
| 18:00            | 10', 73' Dawid Gruszecki · 25' Ryszard Jakubiak · 56' Kacper Łyszczarczyk · 86' Stanisław Szczyrek · 90' Dawid Matuszewski | (2:0) |                |  |

| 11 sierpnia 2021 | LKS Sadków         | 1:9   | Polonia Jaksonów |  |
| 18:00            | 57' Karol Domagała | (0:5) | 5' (sam.) Maciej Kiciński · 15', 61', 80', 89' Kacper Biliński · 16' Łukasz Lach · 19' Adrian Miedziński · 33' Kamil Kupczyński · 86' Andrzej Imiołek |  |

| 11 sierpnia 2021 | Polonia II Jaksonów | 1:5   | KS Piotrowice                                                                                    |  |
| 18:00            | 57' Piotr Galik     | (0:0) | 51' Łukasz Kwiecień · 80', 89' Łukasz Jahołkowski · 83' Marcin Stachurski · 86' Michał Kłodnicki |  |

| 11 sierpnia 2021 | Jankowianka Wierzbno | 1:3   | Nefryt Jordanów Śląski                    |  |
| 18:00            | 10' Bartosz Konarski | (1:1) | 36', 60' Miłosz Witkowski · 78' Dawid Bąk |  |

| 11 sierpnia 2021 | Tarant Krzyżowice    | 1:4   | Lider Borów                                       |  |
| 18:00            | 5' Damian Sokołowski | (1:2) | 25', 72' Jakub Górniak · 38', 67' Patryk Majewski |  |

| 11 sierpnia 2021 | Polonia II Bielany Wrocławskie | 1:1 k. 4:3    | Ślęża Sobótka      |  |
| 18:00            | 90' Jakub Pięta                | (0:0, k. 4:3) | 58' Adam Marciniak |  |

| 11 sierpnia 2021 | KS Gręboszyce    | 1:3   | Długołęka 2000                                         |  |
| 18:00            | 61' Michał Choim | (0:1) | 25' Patryk Sojko · 48' Paweł Ryło · 85' Jakub Lewalski |  |

| 11 sierpnia 2021 | Piast Dobrzeń | 0:8 (wo.) | Widawa Kiełczów |  |
| 18:00            |               | (0:8)     | 5', 7' Bartłomiej Szydełko · 24', 42' Tomasz Brodko · 26' Sergiusz Szymaniak · 38' Karol Jendrasik · 44' Ksawery Stec · 45' Grzegorz Lew |  |

| 11 sierpnia 2021 | Błękitni Krzeczyn                                                                                    | 5:1   | Dąb Pruszowice   |  |
| 18:00            | 17' Radosław Kowal · 47' Dawid Szramski · 80' Tomasz Fuchs · 90' Cezary Grab · 90' Kamil Kiełkiewicz | (1:1) | 30' Marcin Bobik |  |

| 11 sierpnia 2021 | GKS Kątna          | 1:3   | Iskra Pasikurowice                           |  |
| 18:00            | 45' Szymon Lebioda | (1:0) | 74', 83' Michał Dranka · 90' Beniamin Wiórko |  |

| 11 sierpnia 2021 | GKS II Mirków/Długołęka | 0:2   | Czarni Chrząstawa                          |  |
| 18:00            |                         | (0:1) | 32' Kacper Czarnecki · 54' Filip Dąbrowski |  |

| 11 sierpnia 2021 | KP 99 Śliwice | 0:1   | Polonia Miłoszyce       |  |
| 18:00            |               | (0:1) | 30' Remigiusz Chowaniak |  |

| 11 sierpnia 2021 | Skra Wojnowice   | 1:4   | Sokół II Marcinkowice                            |  |
| 18:00            | 11' Dawid Fabisz | (1:2) | 5', 42', 90' Daniel Diakowski · 47' Mateusz Rado |  |

| 11 sierpnia 2021 | Augustyn Wrocław                                      | 3:0   | Błękitni Siedlce |  |
| 18:00            | 32', 74' Daniel Płotnikowski · 85' Krzysztof Hoffmann | (1:0) |                  |  |

| 18 sierpnia 2021 | Sędziowie Wrocław | 2:3 | Piast Lutynia      |  |
| 18:00            | ?' ? · ?' ?       |     | ?' ? · ?' ? · ?' ? |  |

| 11 sierpnia 2021 | LKS Krzyżanowice | 6:1   | Bór Oborniki Śląskie          |  |
| 18:00            | 33' Daniel Edelbauer · 35' Przemysław Lebioda · 41' Krystian Paszkowski · 63', 66' Patryk Pawełek · 79' Sebastian Zawada | (3:0) | 78' (sam.) Przemysław Lebioda |  |

## I runda
Mecze I rundy zostały rozegrane 25 i 26 sierpnia 2021 roku. Piast Żmigród i Ślęza Wrocław otrzymały wolny los.
| 25 sierpnia 2021 | LZS Brzeźno | 0:5   | Śląsk III Wrocław                                      |  |
| 17:30            |             | (0:4) | 26', 30', 37', 38' Jerzy Zender · 75' Ryszard Jakubiak |  |

| 25 sierpnia 2021 | Borowianka Borowa | 0:4   | Foto-Higiena Gać                                    |  |
| 18:00            |                   | (0:0) | 58' Paweł Bujakiewicz · 64', 69', 74' Dominik Kuboń |  |

| 25 sierpnia 2021 | Korona Osiek                                 | 2:6   | Sokół Marcinkowice                                                                                        |  |
| 18:00            | 6' Mateusz Przystawski · 13' Łukasz Bojarski | (2:2) | 2' Krzysztof Bialik · 41' Jakub Wnęk · 46' Kacper Siekanowicz · 73', 78' Alan Antas · 83' Mikołaj Połomka |  |

| 25 sierpnia 2021 | Plon Gądkowice                                                        | 3:1   | Polonia Trzebnica  |  |
| 18:00            | 14' Adrian Rajkiewicz · 16' Jakub Rajkiewicz · 24' Tomasz Szymanowski | (3:1) | 12' Damian Szaciło |  |

| 25 sierpnia 2021 | LKS Krościna Wielka     | 1:11  | Piast Żerniki |  |
| 18:00            | 57' Michał Zajączkowski | (0:8) | 8', 30' Piotr Rybak · 9', 29', 70' Łukasz Mróz · 25' Mateusz Magusiak · 34', 65' Jakub Kosyl · 35' Radosław Piątkowski · 43' Adam Strojec · 77' Jakub Antosik |  |

| 25 sierpnia 2021 | Świteź Wiązów | 0:11  | Moto Jelcz Oława |  |
| 18:00            |               | (0:6) | 28', 45' Michał Gałaszewski · 29' Bartłomiej Musiał · 31' Marcin Musiał · 38' Michał Pluciński · 44' (sam.) Adrian Bełtacz · 62' Jakub Boczula · 64', 75' Krzysztof Waliś · 83' Rafał Węglarowicz · 84' Krzysztof Moroz |  |

| 25 sierpnia 2021 | Dolpasz Skokowa                         | 2:7   | Barycz Sułów                                                                             |  |
| 18:00            | 5' Błażej Kalinowski · 56' Konrad Tabak | (1:2) | 24' Tomasz Serweta · 29' Artur Kierat · 64', 71', 84' Dawid Bąk · 77', 90' Michał Musioł |  |

| 25 sierpnia 2021 | Rokita 1946 Brzeg Dolny    | 2:2 k. 4:5    | WKS Wierzbice                               |  |
| 18:00            | 17', 65' Marcin Berestecki | (1:1, k. 4:5) | 33' Tomasz Rajczakowski · 64' Daniel Paszek |  |

| 25 sierpnia 2021 | Perła Węgrów | 5:4   | Wratislavia Wrocław                                                                          |  |
| 18:00            | 32' Daniel Krasinkieiwcz · 35' Damian Karczewski · 44' Michał Mszyca · 47' Bartosz Iwańczyk · 86' Maksym Małachow | (3:3) | 5' Sławomir Domański · 22' Bartłomiej Pawłowski · 26' Hubert Grędziński · 80' Maciej Bogacki |  |

| 25 sierpnia 2021 | Błękitni Krzeczyn          | 3:8   | Zenit Międzybórz |  |
| 18:00            | 73', 80', 86' Tomasz Fuchs | (0:5) | 4' Rafał Smyrski · 12' Szymon Rusiecki · 21' Kamil Mondzelewski · 23' Michał Rusiecki · 45' Kamil Kiecka · 57', 75' Jakub Budzowski · 70' Szymon Szewczyk |  |

| 25 sierpnia 2021 | KS Piotrkowice        | 1:10  | Wiwa Goszcz |  |
| 18:00            | 48' Jakub Jastrzębski | (0:0) | 51' Jakub Węglarz · 54', 60', 76' Dawid Wołkowski · 65', 74' Michał Lotka · 78' Igor Nowacki · 85', 87', 89' Mateusz Żak |  |

| 25 sierpnia 2021 | Burza Bystrzyca                             | 2:1   | Rapid Domaniów       |  |
| 18:00            | 26' Patryk Dobrzański · 85' Marcin Chorzępa | (1:0) | 70' Rafał Dziębowski |  |

| 25 sierpnia 2021 | KS Piotrowice                                                  | 3:2   | Polonia Środa Śląska                      |  |
| 18:00            | 35' Paweł Kozłowski · 74' Marek Skrzypiec · 80' Krystian Rybak | (1:2) | 8' Mariusz Kargol · 32' Krystian Jasiński |  |

| 25 sierpnia 2021 | LKS Krzyżanowice | 0:4   | Polonia Bielany Wrocławskie                                                          |  |
| 18:00            |                  | (0:2) | 15' Rafał Miazgowski · 38' Mateusz Cieżak · 47' Tomasz Szałaj · 61' Jacek Huzarewicz |  |

| 25 sierpnia 2021 | Długołęka 2000                                                                               | 5:3   | Pogoń Oleśnica                                                 |  |
| 18:00            | 3' Patryk Sojko · 23' Jakub Lewalski · 44' Oskar Lobka · 63' Miłosz Lobka · 69' Maciek Wiech | (3:0) | 50' Jan Mielczarek · 83' Filip Balcerzak · 87' Bartek Maślanka |  |

| 25 sierpnia 2021 | Korona Pęcz          | 2:5   | Orzeł Marszowice                                                              |  |
| 18:00            | 51', 75' Rafał Wolny | (0:1) | 33', 73', 87' Ołeksandr Mułyk · 49' Arkadiusz Synówka · 80' Marcin Józefowicz |  |

| 25 sierpnia 2021 | Widawa Kiełczów             | 2:2 k. 1:4    | Mechanik Brzezina         |  |
| 18:00            | 4', 15' Bartłomiej Szydełko | (2:1, k. 1:4) | 28', 90' Dariusz Kubiszyn |  |

| 25 sierpnia 2021 | Pogoń Syców                             | 2:4   | Błysk Kuźniczysko                              |  |
| 18:00            | 45' Radosław Gałka · 56' Bartosz Jordan | (1:1) | 27', 90' Olaf Eliasz · 76', 78' Adrian Bergier |  |

| 25 sierpnia 2021 | Sokół II Marcinkowice | 0:3   | GKS Kobierzyce                               |  |
| 18:00            |                       | (0:1) | 32', 52' Piotr Kozłowski · 76' Dawid Błachut |  |

| 25 sierpnia 2021 | Augustyn Wrocław  | 1:4   | Kolektyw Radwanice                                                    |  |
| 18:00            | 85' Jakub Cholewa | (0:0) | 56', 80' Daniel Stafijowski · 62' Maksym Kaniew · 77' Patryk Kiełbasa |  |

| 25 sierpnia 2021 | Nefryt Jordanów Śląski                       | 2:1   | Strzelinianka Strzelin |  |
| 18:00            | 45' Miłosz Witkowski · 80' Patryk Turkiewicz | (1:0) | 55' Bartosz Korgul     |  |

| 25 sierpnia 2021 | Polonia Jaksonów                                                                                     | 5:5 k. 2:4    | Energetyk Siechnice                                                                  |  |
| 18:00            | 17' Andrzej Imiołek · 51' Daniel Ugarenko · 55', 57' Przemysław Kita · 87' (sam.) Tomasz Kościelanik | (1:2, k. 2:4) | 33' Łukasz Matysiak · 34', 61' Mateusz Czajka · 59' Tomasz Łakota · 78' Piotr Gąsior |  |

| 25 sierpnia 2021 | Czarni Chrząstawa                               | 2:1   | Widawa Bierutów      |  |
| 18:00            | 61' Filip Dąbrowski · 67' Arkadiusz Domaszewicz | (0:0) | 52' Daniel Chirowski |  |

| 25 sierpnia 2021 | Zieloni Rakoszyce | 1:1 k. 5:3    | Odra Lubiąż       |  |
| 18:00            | 71' Marcin Kulas  | (0:0, k. 5:3) | 76' Marcel Główka |  |

| 25 sierpnia 2021 | Polonia II Bielany Wrocławskie                               | 4:3   | KP Ludów Śląski                                                 |  |
| 18:00            | 12', 28' Rafał Serwa · 18' Jakub Pięta · 81' Tomasz Borowski | (3:0) | 54' Jakub Piskorz · 72' Łukasz Kuriata · 78' Maksymilian Gralec |  |

| 25 sierpnia 2021 | Widawa Wrocław | 0:2   | Sokół Smolec                                    |  |
| 18:00            |                | (0:5) | 62' Sebastian Kamiński · 63' Krzysztof Juszczak |  |

| 25 sierpnia 2021 | Piast Lutynia                                          | 3:3 k. 9:8    | Lider Borów                                  |  |
| 18:00            | 70' Piotr Grociak · 72' Jurij Bełej · 90' Artur Kuszyk | (0:1, k. 9:8) | 12' Kacper Buszczak · 63', 90' Jakub Górniak |  |

| 25 sierpnia 2021 | Iskra Pasikurowice | 1:1 k. 6:7    | Lotnik Twardogóra    |  |
| 18:00            | 62' Michał Dranka  | (0:1, k. 6:7) | 3' Zbigniew Rusiecki |  |

| 26 sierpnia 2021 | Polonia Miłoszyce   | 1:2   | GKS Mirków/Długołęka      |  |
| 18:00            | 7' Wojciech Jelonek | (1:0) | 85', 88' Radosław Trybała |  |

| 26 sierpnia 2021 | Błyskawica Lenartowice                     | 2:8   | MKP Wołów |  |
| 18:00            | 44' Kacper Zielka · 55' Arkadiusz Gorzelak | (1:5) | 2', 73' Damian Draczyński · 19' Marek Gacek · 25' Daniel Kamiński · 36' Michał Kamraj · 42' Kamil Miłkowski · 66' Michał Wróbel · 70' Paweł Leśniewski |  |

## II runda
Mecze II rundy zostały rozegrane 15 września 2021 roku.
| 15 września 2021 | Śląsk III Wrocław | 0:4   | Foto-Higiena Gać                                      |  |
| 17:00            |                   | (0:2) | 21', 32', 64' Łukasz Orzechowski · 61' Ilán Rappoport |  |

| 15 września 2021 | Piast Lutynia | 0:13  | Ślęza Wrocław |  |
| 17:00            |               | (0:8) | 9' Hubert Muszyński · 10', 14' Adrian Niewiadomski · 12', 45' Piotr Stępień · 22' (49) Kornel Traczyk · 30', 42' Vinícius Matheus · 51' Piotr Kotyla · 59', 84' Dominik Krukowski · 78' (sam.) Tomasz Przykucki |  |

| 15 września 2021 | Sokół Smolec      | 1:4   | Piast Żmigród                                                                            |  |
| 17:00            | 75' Adrian Gorzka | (0:2) | 7' Tobiasz Jarczak · 25' Kacper Głowieńkowski · 70' Błażej Chouwer · 89' Daniel Stanclik |  |

| 15 września 2021 | WKS Wierzbice                                         | 4:5   | Polonia Bielany Wrocławskie                                                  |  |
| 17:00            | 22' Adrian Jeziorski · 47', 56', 60' Maciej Głogowski | (1:1) | 25', 76', 84' Radosław Karasek · 64' Aleksander Szmer · 81' Rafał Miazgowski |  |

| 15 września 2021 | Kolektyw Radwanice | 0:3   | GKS Mirków/Długołęka                                       |  |
| 17:00            |                    | (0:3) | 17' Marcin Szemis · 20' Szymon Biśta · 41' Javier Palacios |  |

| 15 września 2021 | Energetyk Siechnice | 0:5   | Moto Jelcz Oława                                                                            |  |
| 17:00            |                     | (0:1) | 14' Michał Pluciński · 86' Jakub Skorłutowski · 88', 90' Mateusz Prusak · 90' Łukasz Mazepa |  |

| 15 września 2021 | Polonia II Bielany Wrocławskie | 0:9   | MKP Wołów |  |
| 17:00            |                                | (0:3) | 13', 14' Robert Sobieraj · 35', 52' Kamil Aramowicz · 50' Norbert Walczak · 67', 88' Filip Dymitruk · 80', 85' Kamil Miłkowski |  |

| 15 września 2021 | Czarni Chrząstawa | 0:8 | Sokół Marcinkowice |  |
| 17:00            |                   |     |                    |  |

| 15 września 2021 | Lotnik Twardogóra   | 1:3   | Barycz Sułów                           |  |
| 17:00            | 50' Dawid Fajkowski | (0:2) | 27', 86' Dawid Bąk · 45' Maciej Bachta |  |

| 15 września 2021 | Nefryt Jordanów Śląski | 1:1 k. 5:6    | Piast Żerniki   |  |
| 17:00            | 81' Paweł Jędrzejczyk  | (0:0, k. 5:6) | 80' Łukasz Mróz |  |

| 15 września 2021 | Plon Gądkowice                               | 2:4   | Błysk Kuźniczysko                                                   |  |
| 17:00            | 85' Sebastian Głownicki · 88' Bartosz Hęciak | (0:1) | 1' Andrij Melnyk · 58' Kacper Leszczyński · 82', 90' Szymon Delczyk |  |

| 15 września 2021 | Długołęka 2000 | 1:4   | Wiwa Goszcz                                                      |  |
| 17:00            | 65' Kamil Lis  | (0:2) | 9', 60' Adrian Dąbrowski · 20' Igor Nowacki · 64' Dariusz Śląski |  |

| 15 września 2021 | Zieloni Rakoszyce | 0:3   | GKS Kobierzyce                                                     |  |
| 17:00            |                   | (0:0) | 48' Piotr Prokop · 63' Krzysztof Kaczmarek · 78' Mateusz Jaskólski |  |

| 15 września 2021 | Burza Bystrzyca       | 1:8   | Orzeł Marszowice |  |
| 17:00            | 30' Patryk Dobrzański | (1:2) | 18' Ołeksandr Mułyk · 21' Adrian Okoń · 32', 43', 52' Łukasz Kucyniak · 38' Arkadiusz Synówka · 64' Adrian Gelles · 78' Jacek Skrocki |  |

| 15 września 2021 | KS Piotrowice                           | 2:2 k. 2:4    | Mechanik Brzezina                        |  |
| 17:00            | 38' Marek Skrzypiec · 90' Damian Moneta | (1:0, k. 2:4) | 57' Przemysław Ujas · 66' Jakub Maślanka |  |

| 15 września 2021 | Perła Węgrów          | 1:4   | Zenit Międzybórz                                                |  |
| 17:00            | 76' Damian Karczewski | (0:1) | 5' Jakub Budzowski · 48' Szymon Szewczyk · 62', 70' Piotr Kotwa |  |

## III runda
Mecze III rundy zostały rozegrane 29 września i 6 października 2021 roku.
| 29 września 2021 | Barycz Sułów     | 1:2   | Piast Żmigród                                     |  |
| 16:30            | 22' Dawid Wójcik | (1:0) | 56' Kacper Głowieńkowski · 57' Marcin Gołębiowski |  |

| 29 września 2021 | Wiwa Goszcz             | 1:2   | Ślęza Wrocław                            |  |
| 16:30            | 41' Jakub Wojciechowski | (1:1) | 8' Piotr Kotyla · 80' Maciej Tomaszewski |  |

| 29 września 2021 | Orzeł Marszowice | 0:1   | Moto Jelcz Oława      |  |
| 16:30            |                  | (0:0) | 57' Bartłomiej Musiał |  |

| 29 września 2021 | GKS Kobierzyce    | 1:1 k. 4:5    | Piast Żerniki      |  |
| 16:30            | 18' Dawid Błachut | (1:1, k. 4:5) | 27' Oskar Trzepacz |  |

| 29 września 2021 | Błysk Kuźniczysko | 0:0 k. 3:4    | Foto-Higiena Gać |  |
| 16:30            |                   | (0:0, k. 3:4) |                  |  |

| 29 września 2021 | Mechanik Brzezina | 0:3   | MKP Wołów                                                     |  |
| 16:30            |                   | (0:1) | 42' Damian Draczyński · 77' Daniel Kamiński · 85' Marek Gacek |  |

| 29 września 2021 | Polonia Bielany Wrocławskie                                      | 4:3   | Sokół Marcinkowice                                     |  |
| 17:30            | 10', 70' Andrzej Kosior · 34' Radosław Karasek · 86' Jakub Pięta | (2:0) | 69' João Passoni · 81' Piotr Ficoń · 82' Tomasz Rudolf |  |

| 6 października 2021 | Zenit Międzybórz                                           | 3:0   | GKS Mirków/Długołęka |  |
| 16:30               | 8' Szymon Rusiecki · 37' Grzegorz Kuświk · 60' Piotr Kotwa | (2:0) |                      |  |

## 1/4 finału
Mecze ćwierćfinałowe zostały rozegrane 13 i 20 października 2021 roku.
| 13 października 2021 | Polonia Bielany Wrocławskie | 1:7   | Ślęza Wrocław |  |
| 16:00                | 17' Rafał Miazgowski        | (1:2) | 15' Oskar Hampel · 22' Piotr Stępień · 49', 55' Mikołaj Wawrzyniak · 52', 67' Dominik Krukowski · 83' Adrian Niewiadomski |  |

| 13 października 2021 | Piast Żerniki                                              | 3:2   | Piast Żmigród                          |  |
| 16:00                | 6' Ihor Ałantjew · 35' Marek Miziniak · 81' Oskar Trzepacz | (2:1) | 14' Tobiasz Jarczak · 66' Eryk Moryson |  |

| 13 października 2021 | Moto Jelcz Oława   | 1:2   | MKP Wołów                                    |  |
| 16:00                | 39' Mateusz Prusak | (1:1) | 33' Paweł Leśniewski · 60' Damian Draczyński |  |

| 20 października 2021 | Zenit Międzybórz | 3:0 (wo.) | Foto-Higiena Gać |  |
| 16:00                |                  |           |                  |  |

## 1/2 finału
Mecze półfinałowe odbyły się 5 marca 2022 roku.
| 5 marca 2022 | Zenit Międzybórz | 0:1   | Ślęza Wrocław  |  |
| 15:00        |                  | (0:1) | 29' Alefe Lima |  |

| 5 marca 2022 | Piast Żerniki      | 1:1 k. 3:5    | MKP Wołów       |  |
| 15:00        | 70' Marek Miziniak | (0:1, k. 3:5) | 30' Marek Gacek |  |

## Finał
Mecz finałowy odbył się 20 kwietnia 2022 roku. W nim Ślęza Wrocław pokonała MKP Wołów, dzięki czemu wygrała Okręgowy Puchar Polski w okręgu Wrocław oraz zyskała prawo do gry w rozgrywkach szczebla regionalnego woj. dolnośląskiego.
| 20 kwietnia 2022 | MKP Wołów | 0:4   | Ślęza Wrocław                                    |  |
| 17:00            |           | (0:4) | 10', 42' Alefe Lima · 14', 35' Dominik Krukowski |  |